# Charles Hartshorne
Charles Hartshorne (Kittanning, 5 de junho de 1897 – Austin, 9 de outubro de 2000) foi um filósofo americano que se concentrou principalmente na filosofia da religião e metafísica, mas também contribuiu para a ornitologia. Ele desenvolveu a ideia neoclássica de Deus e produziu uma prova modal da existência de Deus que foi um desenvolvimento do argumento ontológico de Anselmo de Cantuária. Hartshorne também é conhecido por desenvolver o projeto de Alfred North Whitehead filosofia de processo em teologia de processo.

## Obras
- The Philosophy and Psychology of Sensation, Chicago: Chicago University Press, 1934, reprint Kennikat Press 1968
- Beyond Humanism: Essays in the New Philosophy of Nature, Chicago/New York: Willett, Clark & Co, 1937 (também publicado como Beyond Humanism: Essays in the Philosophy of Nature by University of Nebraska Press, 1968)
- Man's Vision of God and the Logic of Theism, Willett, Clark & company, 1941, reimpressão Hamden: Archon, 1964, ISBN 0-208-00498-X
- The Divine Relativity: A Social Conception of God, (Terry Lectures), New Haven: Yale University Press, 1948, reimpressão ed. 1983, ISBN 0-300-02880-6
- The Logic of Perfection and other essays in neoclassical metaphysics, La Salle: Open Court, 1962, reimpressão ed. 1973, ISBN 0-87548-037-3
- Philosophers Speak of God, edited with William L. Reese, University of Chicago Press, 1963, Amherst: Humanity Books, reprint ed. 2000, ISBN 1-57392-815-1 (cinquenta seleções abrangendo a amplitude do pensamento oriental e ocidental)
- Anselm's Discovery, La Salle: Open Court, 1965
- A Natural Theology for Our Time, La Salle: Open Court, 1967, reimpressão ed. 1992, ISBN 0-87548-239-2
- Creative Synthesis and Philosophic Method, SCM Press, 1970, ISBN 0-334-00269-9
- Reality as Social Process, New York: Hafner, 1971
- Whitehead's Philosophy: Selected Essays, 1935-1970, University of Nebraska Press, 1972, ISBN 0-8032-0806-5
- Aquinas to Whitehead: Seven Centuries of Metaphysics of Religion, Marquette University Publications, 1976, ISBN 0-87462-141-0
- Whitehead's View of Reality, com Creighton Peden, New York: Pilgrim Press, rev. ed. 1981, ISBN 0-8298-0381-5
- Insights and Oversights of Great Thinkers: : An Evaluation of Western Philosophy, Albany: State University of New York Press, 1983, ISBN 0-87395-682-6
- Creativity in American Philosophy, Albany: State University of New York Press, 1984, ISBN 0-87395-817-9
- Omnipotence and Other Theological Mistakes, Albany: State University of New York Press, 1984, ISBN 0-87395-771-7
- Wisdom as Moderation, Albany: State University of New York Press, 1987, ISBN 0-88706-473-6
- The Darkness and The Light: A Philosopher Reflects upon His Fortunate Career and Those Who Made It Possible, Albany: State University of New York Press, 1990, ISBN 0-7914-0337-8
- Born to Sing: An Interpretation and World Survey of Bird Song, Indiana Univ Press, 1992, ISBN 0-253-20743-6
- The Zero Fallacy: And Other Essays in Neoclassical Philosophy, edited with Mohammad Valady, Open Court, 1997, ISBN 0-8126-9324-8
- Creative Experiencing: A Philosophy of Freedom, edited by Donald Wayne Viney and Jinceheol O, Albany: State University of New Press, 2011, ISBN 978-1-4384-3666-1

## Ligação externa
- Charles Hartshorne por Dan Dombrowski, da Enciclopédia de Filosofia de Stanford – inglês.
- Biografia on-line por Donald Wayne - en
- Charles Hartshorne: O Einstein do pensamento religioso - inglês.